# Briseida (nombre)
Briseida es un nombre propio femenino de origen griego en su variante en español. En la mitología griega, Briseida era una viuda troyana que fue raptada durante la Guerra de Troya por Aquiles, tras la muerte de sus tres hermanos y su marido, el rey Mines de Linerso, en la batalla. Era hija de Briseo y prima de Criseida.

## Etimología
Proviene del griego antiguo Βρισηίς (Brisēis), patronímico de Briseo, uno de los nombres de Dioniso.

## Variantes
| Variantes en otras lenguas | Variantes en otras lenguas |
| -------------------------- | -------------------------- |
| Español                    | Briseida                   |
| Alemán                     | Briseis                    |
| Búlgaro                    | Бризеида (Brizeida)        |
| Catalán                    | Briseida                   |
| Francés                    | Briséis                    |
| Holandés                   | Briseis                    |
| Inglés                     | Briseis                    |
| Italiano                   | Briseide                   |
| Lituano                    | Briseidė                   |
| Polaco                     | Bryzeida                   |
| Portugués                  | Briseis                    |
| Ruso                       | Брисеида (Briseida)        |
| Serbio                     | Брисеида (Briseida)        |
| Sueco                      | Briseis                    |
| Ucraniano                  | Брісеіда (Briseida)        |